# Козёл отпущения (картина)
«Козёл отпущения» (англ. The Scapegoat) — картина британского художника Уильяма Ханта, на которой изображён библейский козёл отпущения, на которого в праздник Йом-Кипур возлагали грехи всего еврейского народа и выгоняли в пустыню в качестве искупительного жертвоприношения. В соответствии с традиционной христианской точкой зрения Хант верил, что козёл отпущения был прототипом жертвы Иисуса Христа и представлял собой мессию, описанного пророком Исайей как страдающего раба Господа. Картина обрамлена цитатами:

И понесёт козёл на себе все беззакония их в землю непроходимую, и пустит он козла в пустыню…(Лев. 16:22)

Но Он взял на Себя наши немощи и понёс наши болезни; а мы думали, Он был поражаем, наказуем и уничижен Богом (Ис. 53:4)

## История
В выставочном каталоге Королевской академии Хант написал, что «сцена была написана на горе Содом, на краю покрытых солью отмелей Мертвого моря». Большую часть работы он написал с натуры в 1854 году, но завершил её в Лондоне в следующем году, добавив несколько штрихов в 1856 году перед выставкой в академии.